# Jorge Blanco (herec)
Jorge Blanco (* 19. prosince 1991 Guadalajara) je mexický herec, zpěvák, kytarista, pianista, skladatel a tanečník. Proslavil se díky roli Leóna Vargase v seriálu Violetta a také si zahrál ve filmu Viva High School Musical Mexiko.

## Životopis
Jorge Blanco Güereña se narodil 19. prosince 1991 v Mexiku. V roce 2007 hrál v latinskoamerické verzi High School Musical a také se podílel na filmu High School Musical: El Desafio v roce 2008. V roce 2010 hrál roli Diega v seriálu Highway: Rodando la Aventura a roli Pabla v seriálu Cuando Toca La Campana v roce 2011. Nejvíc se proslavil v roce 2012, když získal roli Leóna v Disney Channel seriálu Violetta.

### Sólová kariéra

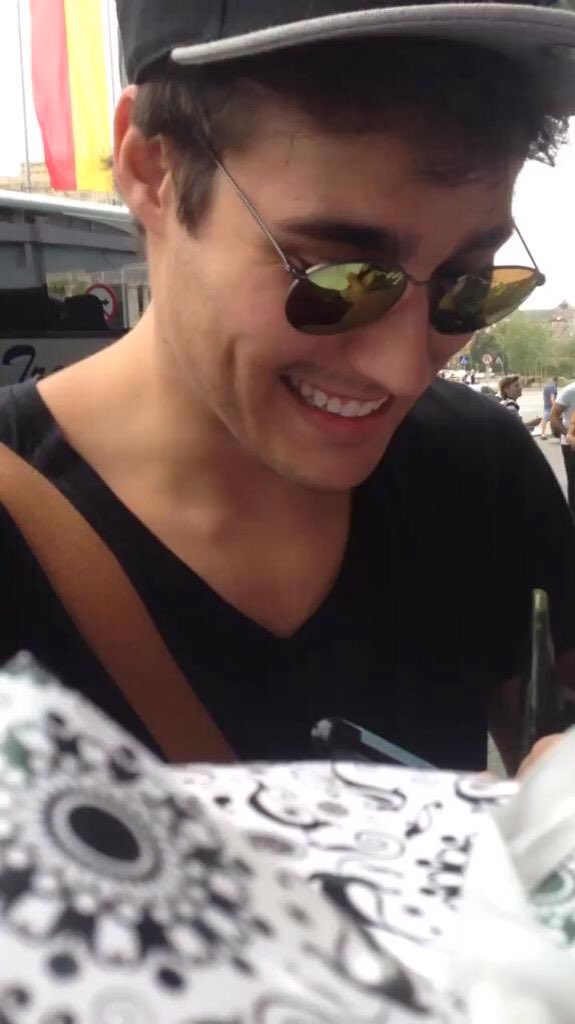
Jorge Blanco 2016

V únoru 2016 Jorge oznámil na svém kanálu YouTube, že podepsal smlouvu s hudebním nakladatelstvím Hollywood Records. 22. dubna 2016 zpěvák zveřejnil videoklip k písni Light Yout Heart, která pochází z filmu Tini: Violettina proměna a zároveň patří do debutového alba argentinské zpěvačky a hvězdy seriálu Violetta Martiny Stoessel, Tini.
12. října 2016 Jorge vystoupil s písní Beautiful Mistake v programu televizní stanice ESPN One Nación. Píseň se měla stát jeho prvním singlem v prosinci toho roku, ale k vydání nedošlo. Jeho první album by mělo být zveřejněno v roce 2017. Zpěvákův první singl Risky Business byl vydán 17. března 2017, videoklip k písni 14. dubna 2017. Další píseň Summer Soul byla uvedena na trh 19. května 2017 jako druhý singl z jeho nadcházejícího debutového alba. Videoklip byl vydán 25. května 2017. Ve spolupráci se zpěvákem Saak vydal 18. srpna 2017 singl Una Noche z nadcházejícího alba, videoklip se na trhu objevil 31. srpna 2017. Od září do října 2017 byl předskokanem na evropské části turné New Addictions Tour hudební skupiny R5. Jorge byl hostujícím zpěvákem v singlu Gone Is the Night vydáném 24. listopadu 2017 nizozemskou hudební skupinou Kris Kross Amsterdam. Jorge se má vydat na své první sólové turné na konci roku 2018, v jeho rámci se objeví 2. prosince 2018 v pražské klubu Roxy, kde původně měl vystoupit 20. března 2018.

## Soukromý život
Od svých 11 let chodí se Stephie Caire. V roce 2016 se zasnoubili. V lednu 2021 prozradil přes instagram, že už jsou se Stephie dávno manželé.

## Filmografie
| Filmy     | Filmy                                  | Filmy        | Filmy                                              |
| Rok       | Film                                   | Role         | Poznámky                                           |
| --------- | -------------------------------------- | ------------ | -------------------------------------------------- |
| 2008      | High School Musical: El Desafio Mexico | Jorge        | Vedlejší role                                      |
| 2017      | Violetta: Koncert                      | Leon         | Koncertní film                                     |
| 2016      | Tini: Violettina proměna               | Leon         | Hlavní role                                        |
| 2022      | Solo amor y mil canciones              | Leon / Jorge | Televizní film, dokument                           |
| Televize  |                                        |              |                                                    |
| Rok       | Název                                  | Role         | Poznámky                                           |
| 2007      | High School Musical: La Selección      | Jorge        | Reality show                                       |
| 2010      | Highway: Rodando la Aventura           | Diego        | Sezóna 1, epizoda 10                               |
| 2011–12   | Cuando toca la campana                 | Pablo        | 1. série – Hlavní role 2. série – hostující hvězda |
| 2011      | Disney's Friends for Change Games      | Sám sebe     | v žlutém týmu                                      |
| 2012–2015 | Violetta                               | Leon         | Hlavní role                                        |
| 2016      | Celebs React                           | Sám sebe     | Speciální hostující hvězda (2 epizody, 1. série)   |

## Diskografie

### Singly
| Název                   | Rok  | Album         |
| ----------------------- | ---- | ------------- |
| "Risky Business"        | 2017 | bude oznámeno |
| "Summer Soul"           | 2017 | bude oznámeno |
| "Una Noche" (with Saak) | 2017 | bude oznámeno |

### Soundtracky
- High School Musical: El Desafio Mexico (2008)
- Cuando toca la campana (2011)
- Violetta (2012)
- Cantar es lo que soy (2012)
- Hoy somos más (2013)
- Gira mi canción (2014)
- Crecimos juntos (2015)

### Ostatní písně
| Název          | Rok  | Další umělci | Album                                       |
| -------------- | ---- | ------------ | ------------------------------------------- |
| "Drive My Car" | 2017 | –            | Cars 3 (Original Motion Picture Soundtrack) |
| "Bésame Mucho" | 2017 | –            | Coco Original Motion Picture Soundtrack     |

### Videoklipy
| Název                                                       | Rok  | Režisér         |
| ----------------------------------------------------------- | ---- | --------------- |
| "Light Your Heart"                                          | 2016 | Phil Andelman   |
| "Yo Te Amo a Tí" (s TINI)                                   | 2016 | Phil Andelman   |
| "Risky Business"                                            | 2017 | Kyle Cogan      |
| "Summer Soul"                                               | 2017 | Nicolas Randall |
| "Summer Soul" (Tom & Collins Remix)                         | 2017 | Adam Scoffield  |
| "Una Noche" (with Saak)                                     | 2017 | Rodrigo Aroca   |
| "Gone Is the Night" (Kris Kross Amsterdam ft. Jorge Blanco) | 2017 | Lars Brink      |